# The Very Best Things (1995–2008)
The Very Best Things (1995–2008) — сборник лучших песен американской рок-группы Filter, вышедший 31 марта 2009 года. В альбом вошли лучшие композиции с четырёх студийных альбомов группы, Short Bus, Title of Record, The Amalgamut и Anthems for the Damned. Также в сборник были включены песни, которые были раннее изданы на саундтреках к различных фильмам.

## Список композиций
| №                   | Название                                                                                        | Длительность |
| ------------------- | ----------------------------------------------------------------------------------------------- | ------------ |
| 1.                  | «Hey Man Nice Shot» (из Short Bus)                                                              | 5:15         |
| 2.                  | «Welcome to the Fold - Radio Edit» (из Title of Record)                                         | 4:42         |
| 3.                  | «Jurassitol» (из саундтрека к фильму Ворон: Город Ангелов)                                      | 5:13         |
| 4.                  | «(Can’t You) Trip Like I Do» (совместно с The Crystal Method) (из саундтрека к фильму Спаун)    | 4:27         |
| 5.                  | «Take a Picture - Radio Edit» (из Title of Record)                                              | 3:41         |
| 6.                  | «Soldiers of Misfortune» (из Anthems for the Damned)                                            | 4:25         |
| 7.                  | «Where Do We Go From Here - Single Edit» (из The Amalgamut)                                     | 4:04         |
| 8.                  | «Dose» (из Short Bus)                                                                           | 3:54         |
| 9.                  | «I'm Not the Only One» (из Title of Record)                                                     | 5:52         |
| 10.                 | «Skinny» (из Title of Record)                                                                   | 5:44         |
| 11.                 | «One (Is the Loneliest Number)» (из саундтрека к фильму Секретные материалы: Борьба за будущее) | 4:40         |
| 12.                 | «The Best Things» (из Title of Record)                                                          | 4:26         |
| 13.                 | «The Only Way (Is the Wrong Way)» (из The Amalgamut)                                            | 5:15         |
| 14.                 | «Thanks Bro» (из Songs in the Key of X)                                                         | 4:10         |
| Общая длительность: | Общая длительность:                                                                             | 65:55        |